# قرية بلالة
بلالة قرية ليبية من قرى مدينة مصراتة، تقع في الجانب الشرقي من المدينة و يوجد بها مسجد بلالة العتيق. يقطنها حوالي 1000 نسمة وتقع بجانب قرية السواطي ، أشهر عائلة في هذه القرية هي عائلة أبولويفة ، كما يعتبر علي أحمد عبدالكريم أبولويفة أحد أكثر الشخصيات المعروفة داخل القرية و المدينة ككل 